# Альонушка (картина)
«Альонушка» (рос. Алёнушка) — картина Віктора Васнецова, що зберігається в Державній Третьяковській галереї.

## Історія
Роботу над картиною художник розпочав у 1880 році. Спочатку він малював пейзажні етюди на березі Ворі в Абрамцеві, біля ставка в Охтирці. Збереглося кілька етюдів того часу.
Робота була закінчена взимку 1881 року в Москві, після чого Васнецов відправив її на Пересувну виставку. Критик І. Е. Грабар назвав картину однією з найкращих картин російської школи. Сам Васнецов так відгукувався про свою картину:
|  | «Алёнушка» как будто давно жила в моей голове, но реально я увидел ее в Ахтырке, когда встретил одну простоволосую девушку, поразившую моё воображение. Столько тоски, одиночества и чисто русской печали было в её глазах… Каким-то особым русским духом веяло от неё. |

Спочатку картина називалася «Дурочка Альонушка». «Дурочками» в той час називали сиріт (по-іншими відомостями, юродивих).

## Композиція
Сюжет картини навіяний художнику російською народною казкою про сестрицю Альонку та братика Івана, улюбленою казкою більшості дітей. Тема сирітства і страждання дітей завжди привертала увагу художників. Про сиріт складено багато казок і пісень, написано чимало картин.
Образ Альонки, створений художником, полонить глибоку людяність, щирість і чарівність. Перед нами дівчинка, що втекла з горя з дому в лісову гущавину, до глибокого виру, щоб виплакати образу, нанесену злими людьми.
Одягнена Аленушка бідно. На ній старенький порваний сарафан, вицвіла блакитна кофта, ноги босі, а на дворі вже осінь.
Схилена фігурка Альонки змальована м'якими лініями, які надають ніжність і поетичність її образу. Ці ж лінії повторюються в обрисах каменів.
Кольорове рішення картини підкреслює її сумний настрій. Загальний тон картини неяскравий, в ньому переважають темно-зелені і червоно-коричневі кольори. Побуріла трава, червонувате осіннє листя, пожовкла зелень — все це гармонує з душевним станом Альонки.
Крім неяскравих тонів ми бачимо в картині і світлу смужку згасаючої зорі, і яскраву зелень осоки, і рожеві квіти на сарафані Альонки, і ніжну бляклу блакить її кофти. Ці яскраві контрастні тони ще більше підсилюють емоційне звучання картини.
Картина дуже поетична. Глядача підкуповує молодість і чистота дівчинки, він співчуває її горю. У різних казках по- різному складається доля Альонки, але кінець скрізь однаковий — світле і добре перемагає темне і зле. Дивишся на картину і хочеться вірити, що пройде час, і настануть для Альонки світлі, щасливі дні.
Картина В. М. Васнецова «Альонушка» була і залишається одним з найбільш відомих і улюблених народом творів живопису, близьким йому своїм глибоко національним характером.

## Ювілей написання
У 2013 році на честь 165-річчя з дня народження Віктора Васнецова найбільша у світі пошукова система Google на головній сторінці змінила логотип Google на дудл, заснований на картині «Альонушка». При цьому кущі на задньому фоні були перемальовані так, щоб з них склалося назва компанії.